# Distretto di Uco
Il distretto di Uco è un distretto del Perù nella provincia di Huari (regione di Ancash) con 1.786 abitanti al censimento 2007 dei quali 833 urbani e 953 rurali.
È stato istituito fin dall'indipendenza del Perù.